# تاکوما، نیو ساوت ولز
تاکوما (به انگلیسی: Tacoma) یک حومه شهر در استرالیا است که در نیو ساوت ولز واقع شده‌است.